# Așteptarea (film din 1970)
Așteptarea este un film românesc din 1970 regizat de Șerban Creangă. Rolurile principale au fost interpretate de actorii Ștefan Ciobotărașu, Vladimir Găitan, Nina Zăinescu.

## Prezentare
Prin mici întâmplări și detalii sugestive este urmărită existența unui mecanic de locomotivă după momentul pensionării.
Scenariul a fost scris special pentru Ștefan Ciobotărașu, care va muri însă pe parcursul turnării filmului, la 27 august 1970. După moartea protagonistului se produc unele schimbări de dramaturgie și de decupaj, iar în faza finală întreaga partitură a lui Ștefan Ciobotărașu este dublată de Mihai Mereuță. Pentru alte roluri dublajul este asigurat de Cornel Coman și George Mihăiță. (Bujor T. Rîpeanu - „Filmat în România”)

## Distribuție
- Hamdi Cerchez
- Sabin Făgărășanu
- Vladimir Găitan — Duțu
- Cornelia Lazăr Turian — Olimpia
- Florin Zamfirescu — Lae
- Ștefan Ciobotărașu — Nea Fane
- Alexandru Vasiliu — Domnul Nelu
- Coca Andronescu — Cornelia
- Ernest Maftei — Maftei
- Aurel Giurumia — Bona
- Nina Zăinescu — Oana
- Sabina Mușatescu — Maria

## Primire
Filmul a fost vizionat de 1.268.583 de spectatori în cinematografele din România, după cum atestă o situație a numărului de spectatori înregistrat de filmele românești de la data premierei și până la data de 31 decembrie 2014 alcătuită de Centrul Național al Cinematografiei.